# لاسا أبسو

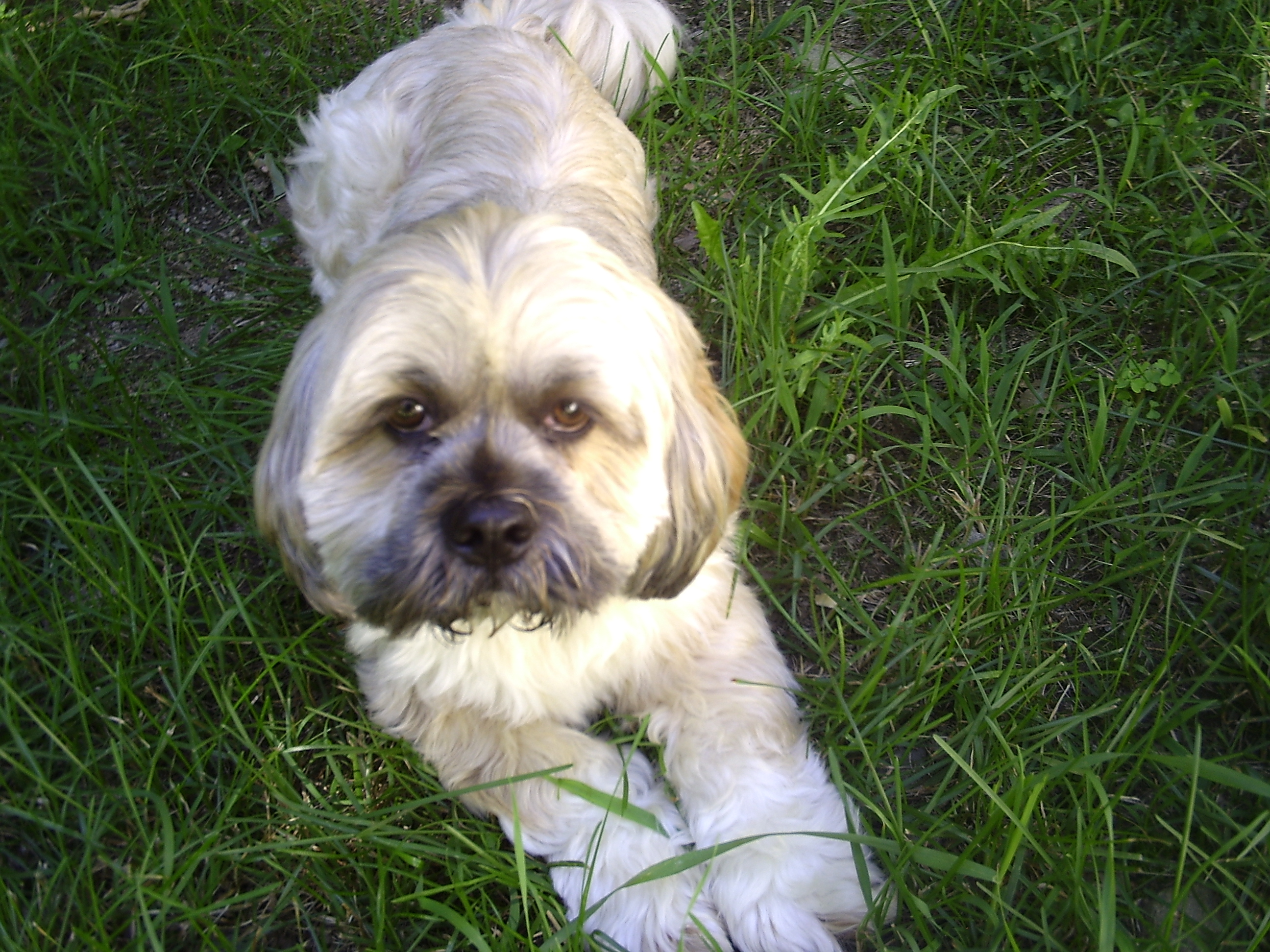

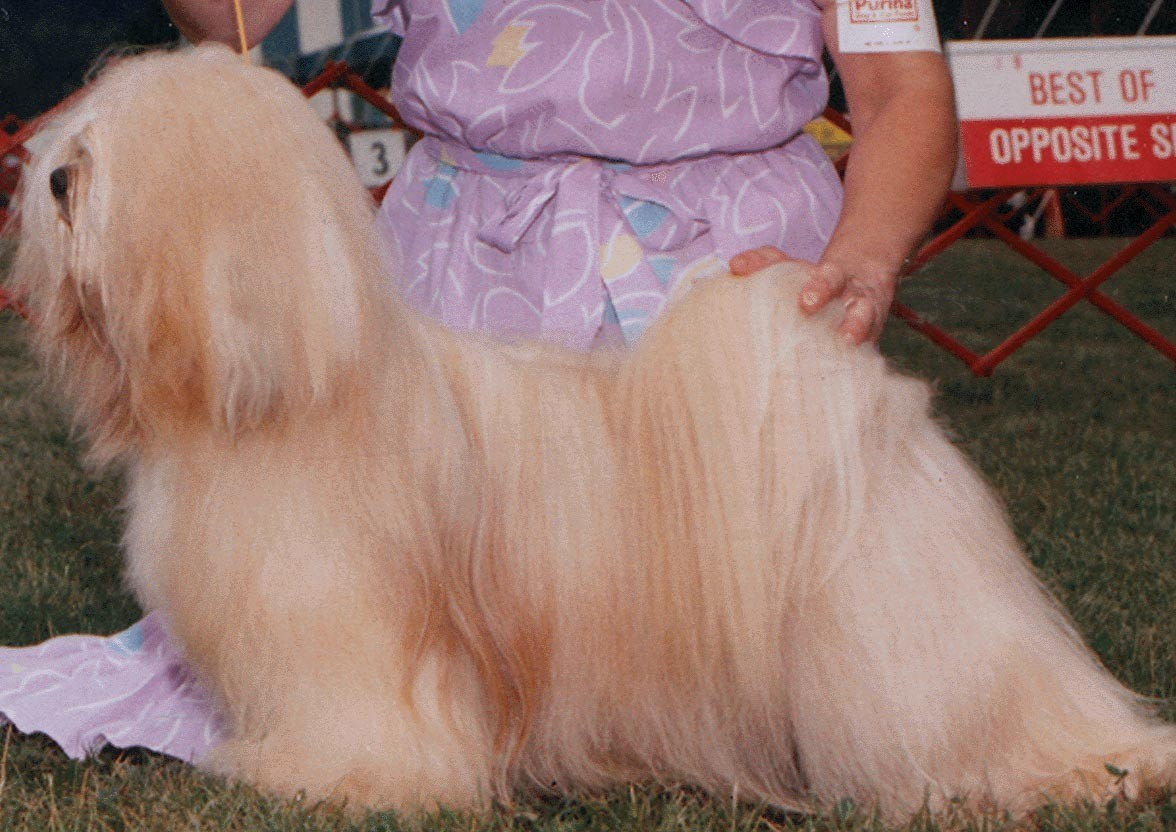

لاسا أبسو (بالإنجليزية: Lhasa Apso)‏ هو نوع من كلاب ترجع أصوله إلى منطقة لاسا، في التبت. شعره غزير وطويل، حتى أنه يغطي كامل وجهه وجهه وبكثافة، مغطيًا عينيه وأذنيه. وله أيضًا شاربان وشعر كثيف في منطقة الذقن، ورجلاه قصيرتان جعلت جسمه يقترب من الأرض. ويحمل ذيله الرِّيشي المجعَّد فوق مؤخرته. كان يُستعمل في لاسا كلبًا للحراسة، رغم أن ارتفاعه حوالي 25سم فقط. وكان للأسر هنالك كلب كبير يحرس الباب الخارجي. بينما يبقى كلب أبسو الصغير في الداخل من أجل الإنذار بالخطر.